# András Bálint
Dans le nom hongrois Bálint András, le nom de famille précède le prénom, mais cet article utilise l’ordre habituel en français András Bálint, où le prénom précède le nom.
András Bálint est un acteur hongrois, né le 26 avril 1943 à Pécs.

## Biographie
András Bálint a étudié à l'École supérieure d'art dramatique et cinématographique (Színház- és Filmművészeti Főiskola) de Budapest, d'où il sort diplômé en 1965. Il fait ses débuts au théâtre à Pecs, puis il est remarqué par István Szabó, qui lance sa carrière au cinéma avec L'Âge des illusions (1965). Ce film le rend populaire et il obtient ensuite le premier rôle dans plusieurs films de Szabó : Père (1966), Un film d'amour (1970), 25, rue des Sapeurs (1973), Contes de Budapest (1977). Dans la même période, il travaille aussi avec Miklós Jancsó : Ah ! ça ira (1969), Psaume rouge (1972) ; avec Félix Máriássy : Imposteurs (1969), András Kovács : Course de relais et Johannes Schaaf : Trotta (1971), et Zoltán Fábri : La Phrase inachevée (1975). Selon Jean-Loup Passek, Bálint « fait preuve d'élégance et de caractère dans chacune de ses compositions ».

## Filmographie partielle
Cinéma
- 1965 : L'Âge des illusions (Álmodozások kora) de István Szabó
- 1966 : Père (Apa) de István Szabó
- 1969 : Ah ! ça ira (Fényes szelek) de Miklós Jancsó
- 1969 : Imposteurs (Imposztorok) de Félix Máriássy
- 1970 : Un film d'amour (Szerelmesfilm) de István Szabó
- 1971 : Charlotte chérie (Sárika drágám) de Pál Sándor
- 1971 : Trotta de Johannes Schaaf
- 1971 : Course de relais (Staféta) de András Kovács
- 1972 : Psaume rouge (Még kér a nép) de Miklós Jancsó
- 1973 : 25, rue des Sapeurs (Tűzoltó utca 25.) de István Szabó
- 1975 : La Phrase inachevée (141 perc a befejezetlen mondatból) de Zoltán Fábri
- 1977 : Contes de Budapest (Budapesti mesék) de István Szabó

Télévision
- 1995 : Citizen X de Chris Gerolmo